# Charlotte Gilmartin
Charlotte Gilmartin (* 7. März 1990 in Redditch) ist eine ehemalige britische Shorttrackerin.

## Werdegang
Gilmartin trat international erstmals bei den Juniorenweltmeisterschaften 2007 in Mladá Boleslav in Erscheinung, wobei sie den 30. Platz im Mehrkampf und den neunten Platz mit der Staffel errang. Bei den folgenden Europameisterschaften 2007 in Sheffield wurde sie Fünfte mit der Staffel. Im folgenden Jahr lief sie bei den Juniorenweltmeisterschaften in Bozen auf den 11. Platz im Mehrkampf sowie auf den vierten Rang mit der Staffel und gewann bei den Europameisterschaften in Ventspils die Goldmedaille mit der Staffel. In der Saison 2008/09 errang sie bei den Juniorenweltmeisterschaften 2009 in Sherbrooke den 17. Platz im Mehrkampf und nahm an der Winter-Universiade 2009 in Harbin an vier Läufen teil. In der folgenden Saison wurde sie bei den Teamweltmeisterschaften 2010 in Bormio Sechste und bei den Europameisterschaften 2010 in Dresden Fünfte mit der Staffel. In den folgenden Jahren belegte sie bei den Weltmeisterschaften 2012 in Peking den 24. Platz im Mehrkampf, bei den Europameisterschaften 2012 in Mladá Boleslav den 12. Rang im Mehrkampf, bei den Weltmeisterschaften 2013 in Debrecen belegte sie den 26. Platz im Mehrkampf und bei den Europameisterschaften 2013 in Malmö den siebten Platz im Mehrkampf sowie den sechsten Rang mit der Staffel. Nachdem sie in der Saison 2013/14 bei den Europameisterschaften 2014 in Dresden den neunten Platz im Mehrkampf belegen sowie die Silbermedaille mit der Staffel gewinnen konnte, lief sie bei den Olympischen Winterspielen 2014 in Sotschi auf den 28. Platz über 1500 m sowie auf den 16. Rang über 500 m und bei den Weltmeisterschaften 2014 in Montreal auf den 17. Platz im Mehrkampf.
In der Saison 2014/15 wurde Gilmartin bei den Europameisterschaften 2015 in Dordrecht mit vier Top-Zehn-Platzierungen, Siebte im Mehrkampf und errang bei den Weltmeisterschaften 2015 in Moskau den 26. Platz im Mehrkampf. Zu Beginn der Saison 2015/16 erreichte sie in Shanghai mit dem dritten Platz über 1500 m ihre erste Podestplatzierung im Weltcup. Im weiteren Saisonverlauf kam sie bei den Weltmeisterschaften 2016 in Seoul auf den zehnten Platz im Mehrkampf und holte bei den Europameisterschaften 2016 in Sotschi die Silbermedaille im Mehrkampf. In der Saison 2016/17 erreichte sie mit sieben Top-Zehn-Platzierungen, darunter Platz drei in Dresden über 1500 m sowie in Minsk über 1000 m, den vierten Platz im Weltcup über 1500 m. Bei den Weltmeisterschaften 2017 in Rotterdam errang sie den 44. Platz im Mehrkampf und gewann bei den Europameisterschaften 2017 in Turin die Bronzemedaille über 500 m. In ihrer letzten aktiven Saison 2017/18 belegte sie bei den Olympischen Winterspielen 2018 in Pyeongchang den 23. Platz über 1000 m sowie den 14. Rang über 1500 m und bei den Weltmeisterschaften 2018 in Montreal den 25. Platz im Mehrkampf.

## Erfolge

### Olympische Spiele
- 2014 Sotschi: 16. Platz 500 m, 28. Platz 1500 m
- 2018 Pyeongchang: 14. Platz 1500 m, 23. Platz 1000 m

### Shorttrack-Weltmeisterschaften
- 2012 Peking: 19. Platz 500 m, 23. Platz 1000 m, 24. Platz Mehrkampf, 32. Platz 1500 m
- 2013 Debrecen: 15. Platz 500 m, 19. Platz 1500 m, 26. Platz Mehrkampf
- 2014 Montreal: 13. Platz 500 m, 17. Platz Mehrkampf, 17. Platz 1500 m, 23. Platz 1000 m
- 2015 Moskau: 10. Platz 1500 m, 26. Platz 500 m, 26. Platz Mehrkampf
- 2016 Seoul: 6. Platz 500 m, 10. Platz Mehrkampf, 11. Platz 1500 m, 22. Platz 1000 m
- 2017 Rotterdam: 26. Platz 1000 m, 44. Platz Mehrkampf
- 2018 Montreal: 12. Platz 1000 m, 25. Platz Mehrkampf, 26. Platz 500 m, 32. Platz 1500 m

### Team-Weltmeisterschaften
- 2010 Bormio: 6. Platz

### Europameisterschaften
- 2007 Sheffield: 5. Platz Staffel
- 2008 Ventspils: 1. Platz Staffel
- 2010 Dresden: 5. Platz Staffel
- 2012 Mladá Boleslav: 12. Platz Mehrkampf
- 2013 Malmö: 6. Platz Staffel, 7. Platz Mehrkampf
- 2014 Dresden: 2. Platz Staffel, 9. Platz Mehrkampf
- 2015 Dordrecht: 7. Platz Mehrkampf
- 2016 Sotschi: 2. Platz Mehrkampf
- 2017 Turin: 3. Platz 500 m, 8. Platz 1500 m, 8. Platz Mehrkampf, 11. Platz 1000 m

## Persönliche Bestleistungen
| Disziplin | Zeit         | Datum            | Ort       |
| --------- | ------------ | ---------------- | --------- |
| 500 m     | 43,501 s     | 5. Oktober 2017  | Dordrecht |
| 1000 m    | 1:30,171 min | 8. Oktober 2017  | Dordrecht |
| 1500 m    | 2:21,219 min | 8. Dezember 2012 | Shanghai  |
| 3000 m    | 5:34,230 min | 25. Januar 2015  | Dordrecht |